# チリの歴史

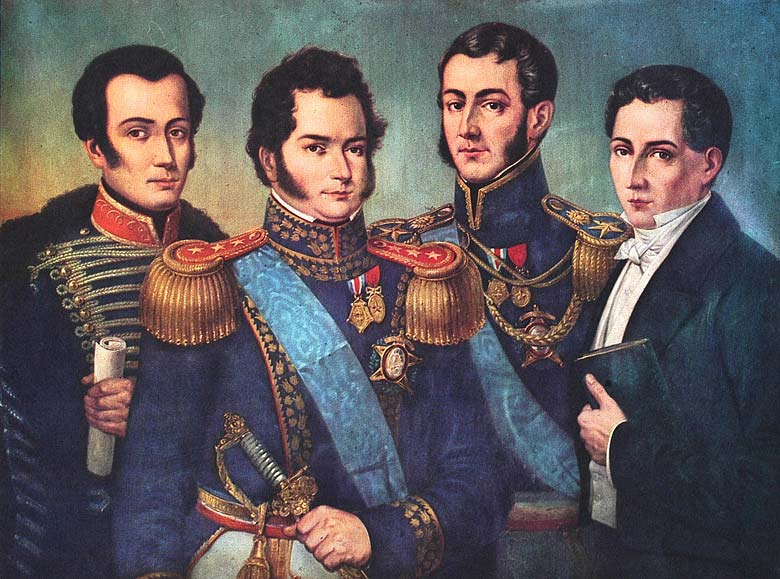
チリの建国の父と呼ばれる人物たち

本項ではチリの歴史について解説する。

## 歴史

### 先コロンブス期
ヨーロッパ人がこの地を訪れる以前の先コロンブス期には、チリの中央部や南部には先住民のマプチェ族やその系統のピクンチェ族などが居住しており、また、ポリネシア系の住人が太平洋を東に渡って上陸していた可能性も指摘されている。
15世紀に入ると、クスコを拠点に拡大したケチュア人のインカ帝国の皇帝トゥパク・インカ・ユパンキやワイナ・カパックらの征服により北部は組み込まれたが、マウレ川付近で帝国はマプチェ族の激しい抵抗に遭遇した。トゥパク・インカ・ユパンキの率いる軍はマウレの戦いでマプチェ族の軍に敗れ南部への拡大は停止、マプチェ族が支配し続けることになった。
一方、本土から遥か西のパスクア島には、ポリネシア系のラパ・ヌイ人によってラパ・ヌイ文化が築かれ、モアイ像が多数建設された。

### スペイン人による征服とアラウコ戦争

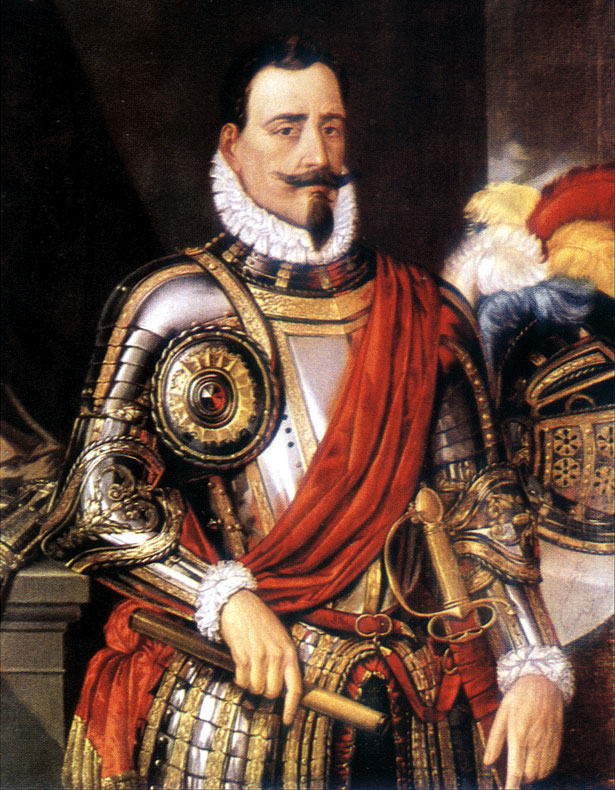
チリの征服者ペドロ・デ・バルディビア。南部の征服中にラウタロによって戦死した

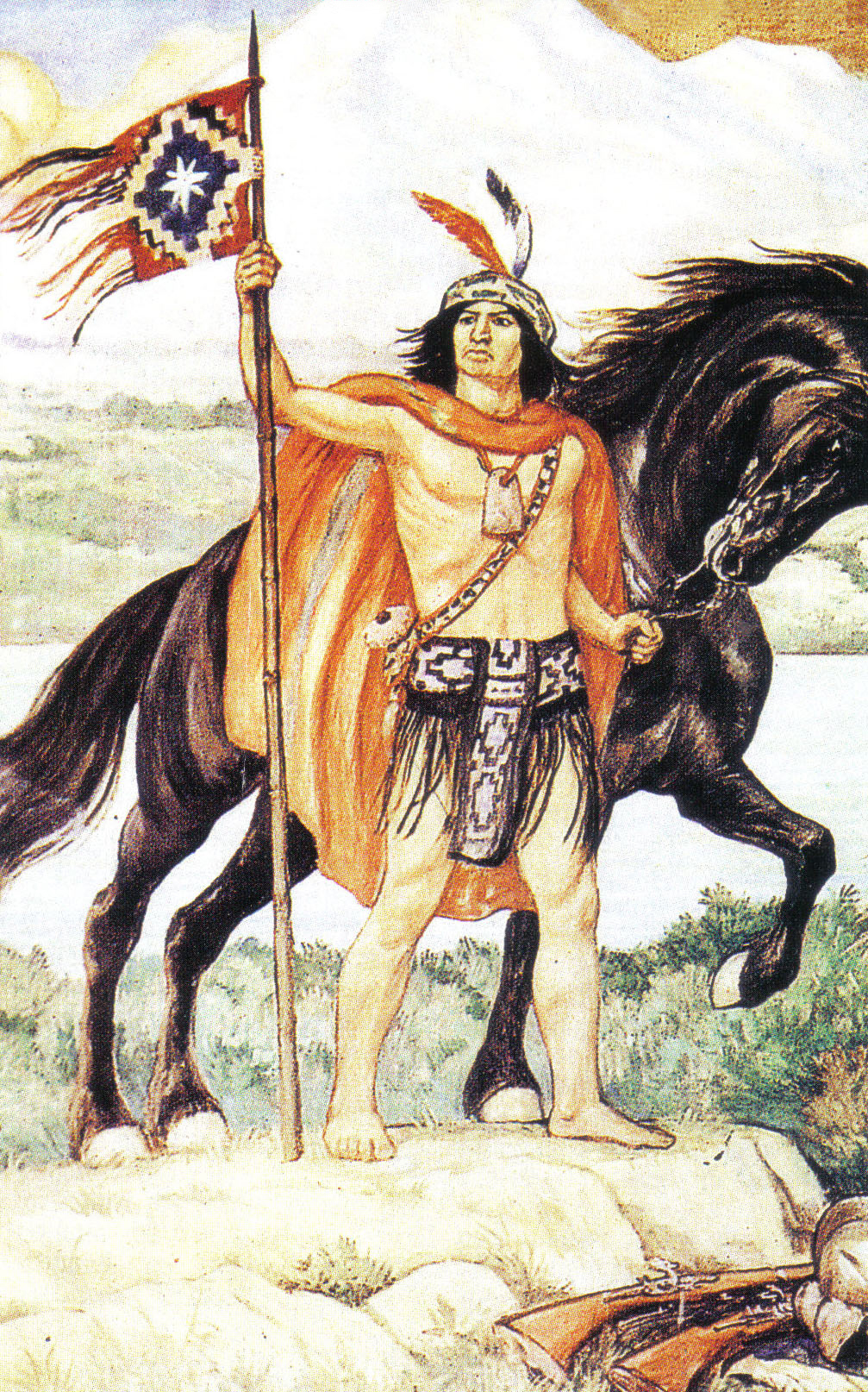
スペイン人に立ち向かったマプチェ族の英雄ラウタロ

1492年、クリストファー・コロンブスがアメリカ大陸に到達すると、南米にもヨーロッパ人の到来が始まった。最初に現在のチリとなっている領域を訪れたのは、ポルトガル人探検家のフェルナン・デ・マガリャンイスだった。彼は1520年、チリとアルゼンチンの最南部のマゼラン海峡に到達した。
1532年、インカ帝国の皇帝アタワルパが、スペイン人の征服者フランシスコ・ピサロらによって処刑され、事実上崩壊すると、1535年にディエゴ・デ・アルマグロがペルー方面からチリに遠征した。彼の遠征は失敗したが、続いて1539年にはペドロ・デ・バルディビアがピサロの命により侵攻した。彼はかつてインカ帝国が支配していた地域の征服にはさしたる抵抗もなく成功、1541年に中央部に辿り着いた。サンティアゴ・デ・チレを建設して植民地化を進めたが、南部ではスペイン人の戦術を取り入れたマプチェ族軍事指導者のラウタロが激しく抵抗したためスペイン勢は敗れ、バルディビアも1552年にラウタロに捕えられ戦死した。
その後、スペイン人は南部の植民地化を進めようと兵を送るが、ラウタロの死後もカウポリカンやコロコロといったマプチェ族の戦士達の激しい抵抗によりアラウコ戦争が継続され、以降チリ植民地は300年間にわたってビオビオ川を境界線にしてスペイン人とマプチェ族の断続的な戦争状態が続くこととなった。1541年に創設されたチリ総督領はペルー副王領に組み込まれ、1565年にコンセプシオンにアウディエンシアが設立された。
このように植民地時代のチリでは先住民との戦いや、海賊の襲撃による断続的な戦いが続いた。山脈や砂漠により、周辺地域から遮られた孤島のような地形のチリでの主産業は、ペルー向けの小麦の生産などとなった。これは入植者に地道で手間のかかる農業を厭わない堅実な気質を育み、徐々に独自の経済圏としてのアイデンティティを確立していくことになった。
1776年、ボルボン改革によってペルー副王領からリオ・デ・ラ・プラタ副王領が分離されると、理論上ではチリ総督領が領有していたとされた、現在アルゼンチン領となっている部分も含めてのパタゴニア全土がラ・プラタ副王領の管轄下に入り、チリの国土は現在の「刀の鞘」のように細長くなった。

### 独立と保守支配

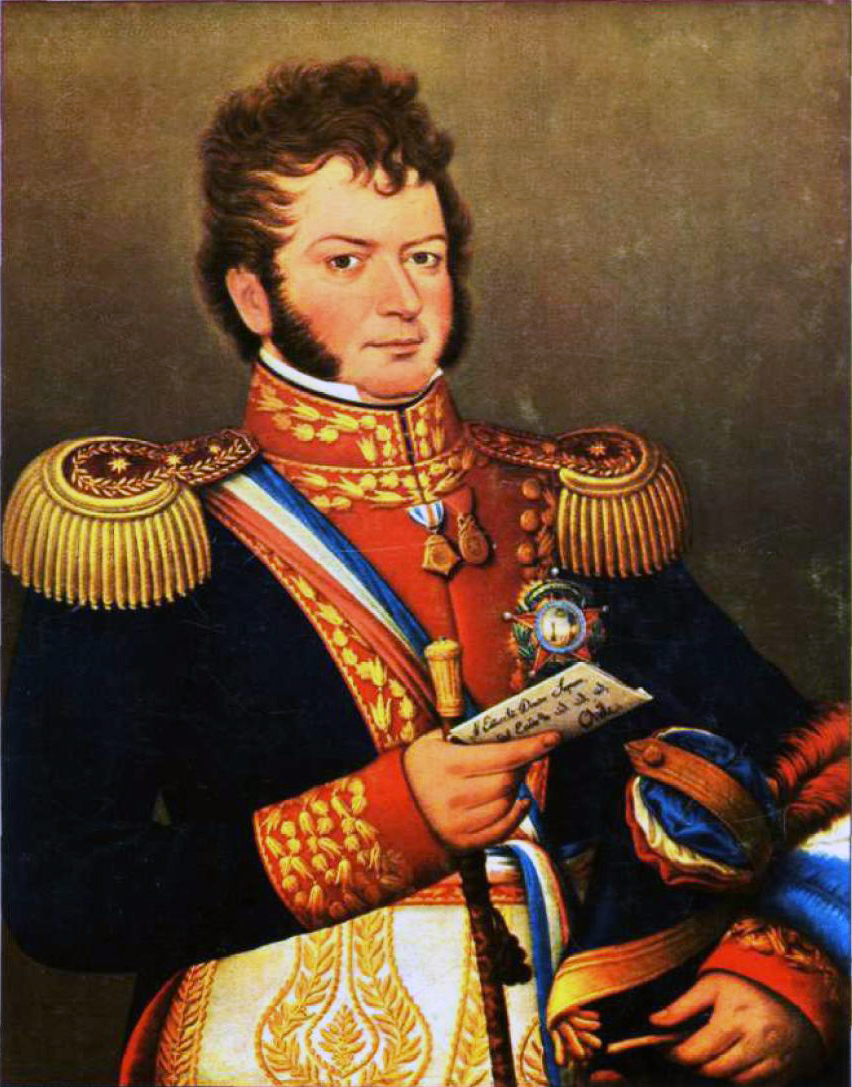
独立指導者ベルナルド・オイギンス

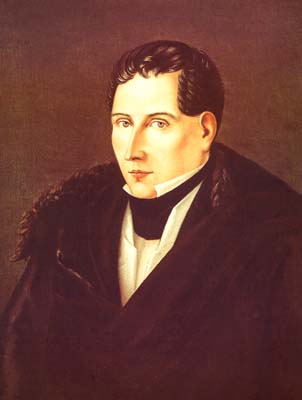
ディエゴ・ポルターレス 保守派支配の下で1833年憲法を制定し、当時のチリをラテンアメリカでも稀な安定した国家とし、後のチリの強国化の礎を築いた。

16世紀以来チリはスペインの植民地であったが、ナポレオン戦争によるヨーロッパの混乱と、フランス皇帝ナポレオン・ボナパルトが兄のジョゼフ・ボナパルトをスペイン王ホセ1世に据えたことに対する、スペインでの民衆蜂起が発端となったスペイン独立戦争が勃発すると、インディアス植民地は偽王への忠誠を拒否した。ラパスやキト、サンタフェ・デ・ボゴタといった各地でクリオーリョの間に独立運動の気運が高まる中、チリでも1810年にブエノスアイレスで勃発した五月革命 の影響により、クリオーヨたちは「開かれた市会」（カピルド・アピエルト）の開催を要求し、同年9月18日に開かれ、政治委員会の設立が決議された（パトリア・ビエハ）。1811年2月21日の法令で、チリの港を国際貿易に解放することが定められ、スペイン領アメリカの主要都市に置かれていた当時組織アウディアンシアの廃止が決定された。フアン・マルティネス・デ・ロサスがサンティアゴ・デ・チレに自治政府を創設し、国民議会を招集して奴隷の輸入禁止、奴隷の子の自由を保障する決議などを行った。さらに独立を志向する自由主義者たちは、共和国建設を計画し始めていた。
ホセ・ミゲル・カレーラの指導する自治政府は、ペルー副王アバスカルが派遣した王党軍とのランカウアの戦い（1814年）で敗北したことによって崩壊し、再びスペインの支配を受けた（レコンキスタ）。独立指導者 ベルナルド・オイギンスはラ・プラタ連合州（現・アルゼンチン）に亡命し、解放者ホセ・デ・サン＝マルティンの率いるアンデス軍とともにアンデス山脈越えを行い、1817年のチャカブコの戦いに勝利し、再びチリに入った。サン＝マルティンはチリ議会からチリ総督になることを要請されたが、これを拒否したため、1818年にオイギンスがチリの独立を宣言し、初代大統領となった。同年中にチリ＝ラ・プラタ連合軍がマイプーの戦いでスペイン軍を破ると、チリのスペインからの独立が確定した。その後、サン＝マルティンはペルーに向かい、シモン・ボリーバルとともにペルーを解放することになる。
1818年から1823年にかけて、オイギンスは自由主義的改革を進める。まもなく保守主義者と自由主義者の対立が繰り広げられたが（チリ内戦）、同時期のラテンアメリカの多くの国でなったような自由党と保守党の果てしない内戦には至らず、1830年のリルカイの戦いで保守派が勝利して国政の実権を握った。保守派の指導者だったディエゴ・ポルターレスは1833年憲法を制定した。この憲法では大統領権と中央集権的要素が強く、地方自治と議会の自立性は損なわれたものの、強力な保守支配を実現し、パラグアイと同様にチリは安定した体制を築いた。以降強力な保守支配による政治的安定を実現した「ポルターレス体制」時代にチリは国力を蓄えることになったが、既にこの時期には他のラテンアメリカ諸国と同様にイギリスによる経済進出が進み、チリ経済もイギリスへの従属が始まった。
1836年にボリビアのアンドレス・デ・サンタ・クルス大統領がペルーを併合し、ペルー・ボリビア連合の建国を宣言すると、北方の大国の出現に脅威を感じたチリ政府は、亡命ペルー人や、アルゼンチンの指導者フアン・マヌエル・デ・ロサスとともにこの連合を攻撃し、1839年には連合を崩壊に追い込んだ（連合戦争、ペルー・ボリビア戦争とも）。
1851年に保守党からマヌエル・モントが大統領に就任すると、電信、鉄道などが整備され、折からの銅の生産増や、政治的安定も相まってチリは急速に成長する。また、この時期にヨーロッパ、特にドイツからのまとまった数の移民が導入された。1849年に自由党が結成されたことをきっかけに1860年代に入ると1861年から1891年まで自由主義者が政権を握り、外交面では1865年からのスペインによる南米再侵略を打ち破り、また、独立以来混乱を続けていたボリビアのマリアーノ・メルガレホ大統領から、ボリビア沿岸部の硝石鉱山の権利を購入した。
そして、1860年のオルリ・アントワーヌ・ド・トゥナンによるアラウカニア・パタゴニア王国の建国をきっかけに、1862年からアラウカニア制圧作戦が進み、19世紀の間に南部のマプーチェ人の居住地とパタゴニアが国家に組み入れられた。
経済史として、チリは1857年恐慌で金融危機を初体験し、大統領による統制経済への疑問から1860年銀行法にフリーバンキング制度を採用した。民間資本による自由発券銀行の設立を認めたが、身内金融は特に規制されていなかった。1873年恐慌からの銅、銀や小麦の市場価格低迷は純輸出に慢性的なダメージを与えた。正貨は容赦なく流出し、準備率は落ち込んでいった。

### 太平洋戦争と民主化の進展

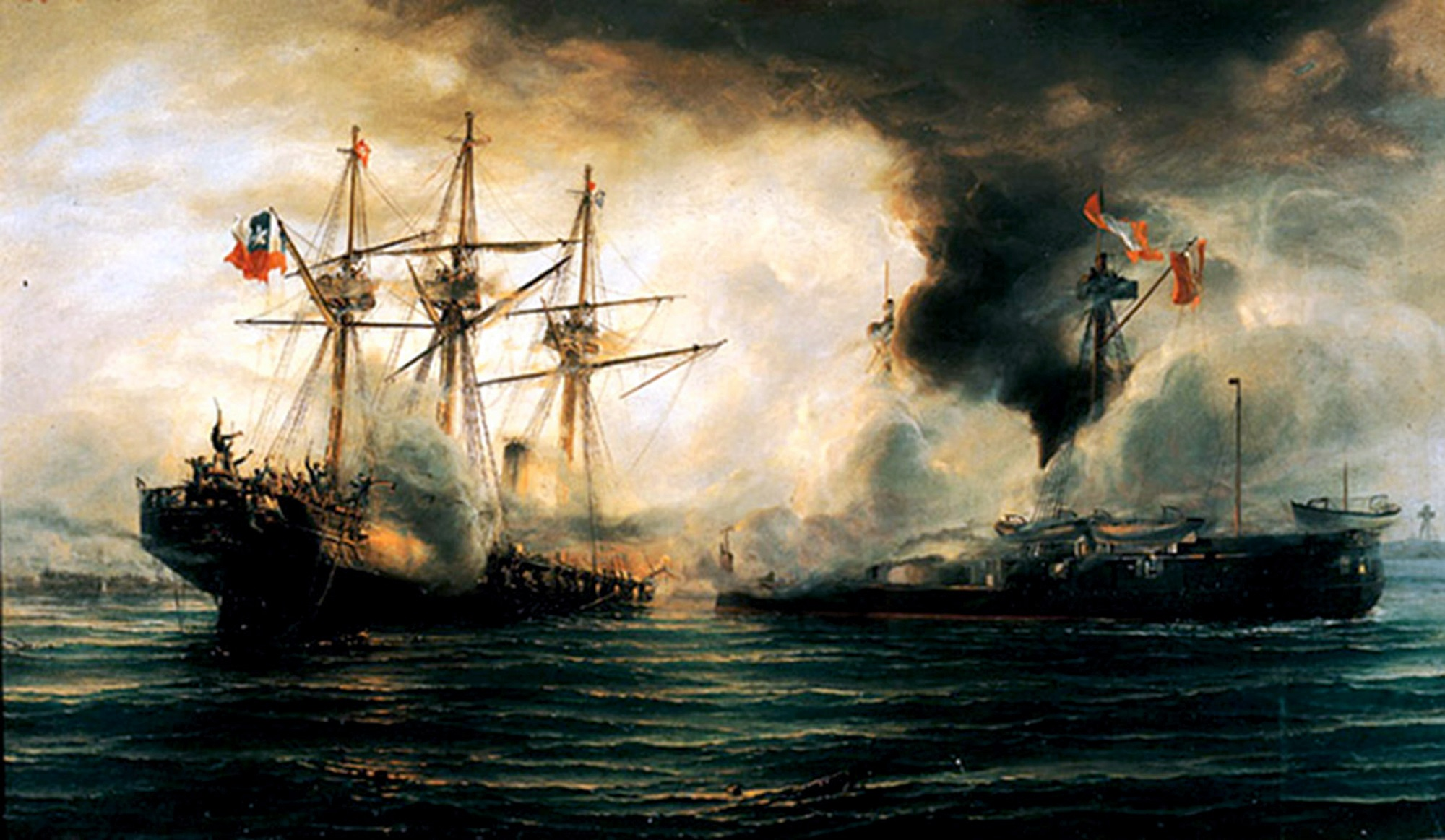
イキケの海戦（1879年）

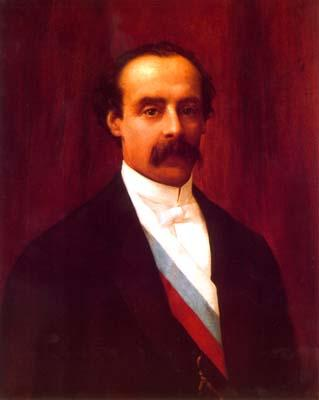
ホセ・マヌエル・バルマセーダ大統領。国有化政策などによりイギリスからの経済的独立を図ったが、親英資本家の反撃により内戦に発展、自殺に追い込まれた。

1878年の大不況はチリという国の形を一変させた。まず金本位制を離脱した。関税は産業保護へ傾き始めた。
ボリビアによる、アントファガスタのチリ硝石企業への課税をきっかけに、1879年4月5日、チリはペルー・ボリビア両国に宣戦布告し、太平洋戦争が勃発した。硝石証券の価格が暴落して、イギリスがそれを買い漁った。イギリスの支援を受けたチリは完全な勝利を収めて、1884年の講和条約によりボリビアからはアントファガスタを中心とするリトラル県を、ペルーからはタラパカ、アタカマを獲得した。戦中1882年に南部のマプーチェ人が最後の大規模な組織的反乱を起こしているが、鎮圧後はチリ社会の底辺層に組み込まれていった。南部にはドイツをはじめとするヨーロッパから移民が入植した。
太平洋戦争以降はペルー、ボリビア両国との関係が険悪となり、現在も紛争が続いている。アタカマ国境紛争やプナ・デ・アタカマ紛争である。
終戦後まもない1884年8月1日に硝石史上初のカルテルが結成された。しかしギブス商会が無理に割当を拡大したり、ジョン・トーマス・ノースが別腹で処女地を開発しようとしたりしたためカルテルは分解した。1886年に大統領に就任したホセ・マヌエル・バルマセーダは、ペルーやボリビアから獲得した鉱山資源を背景にイギリスの経済支配からの脱却を目指して国民主義政策と富国強兵政策を行った。1887年から1899年にかけて硝石ブームが起き、イギリスから南米向けの資本輸出がピークを迎えた。硝石産業は基幹化していくが、脆弱な経営基盤はノースなどの外国資本が参入する隙を与えた。戦時に買い漁った硝石証券で事業進出を果たしたのである。ノースはベルギーのレオポルド2世とパートナーであった。勢いのあったイギリス資本はハーバー・ボッシュ法が知られるに伴い撤退していった。1891年、専制的大統領統治に対して議会や海軍が反乱してチリ内戦に発展した。ここでホセ大統領は議会軍に敗れて失脚し、自殺した。内戦以降チリでは議会主導の政治が確立された。ポルタレス体制とは対照的な「強い議会、弱い大統領」の時代が1920年代まで続いた。そしてチリの硝石産業は先のハーバー・ボッシュ法により褐炭と競合して輸出量を激減させた。

### 議会共和制から百日社会主義共和国まで

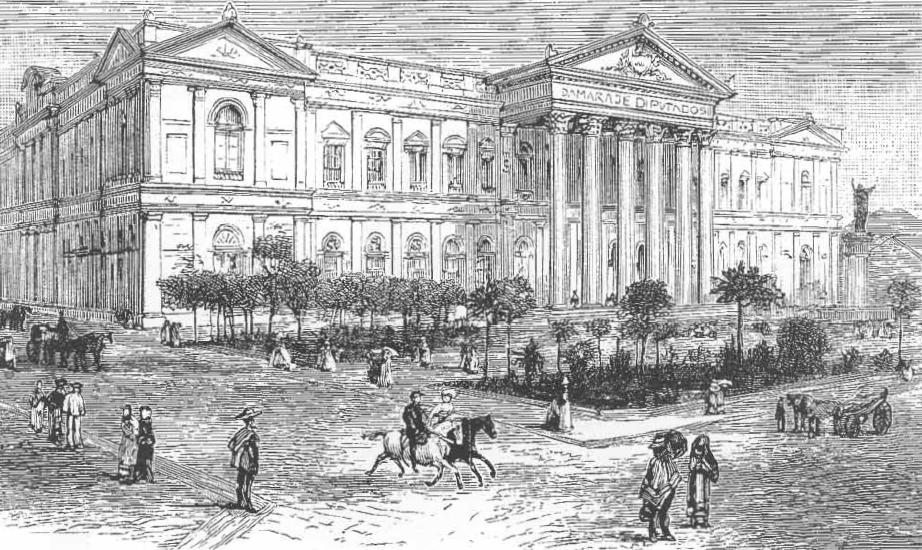
サンティアゴ・デ・チレの旧国民議会

議会共和制期は不安定ながらも硝石、銅の輸出増を背景に鉱山寡頭支配層が政権を握り続けたが、第一次世界大戦後に硝石価格が下落すると保守支配に抵抗した「国民連合」のアルトゥーロ・アレサンドリが1920年の大統領選挙で勝利した。第一次アレサンドリ政権は議会の過半数を占める保守派の抵抗により、改革に失敗した末に1924年の軍保守派によるクーデターで失脚したが、1925年の軍改革派によるクーデターにより返り咲き、再び政権に就いた。第二次アレサンドリ政権は1925年憲法を制定して大統領権力を強化し、ここに議会共和政期は終焉した。なお、同年にチリ中央銀行が創立された。
1927年に急進党から就任したイバーニェス政権は道路、鉄道、港湾、水利などの公共事業と鉱業を拡大したが、1929年の世界恐慌で大打撃を受けると政府財政は破綻し、1931年に崩壊した。混乱の中、1932年の極短期間に「社会主義共和国」が成立するが、同年中に自由党から保守派の第三次アレサンドリ政権が誕生することで混乱に終止符を打った。
1929年6月、イギリス、ドイツ、ノルウェーとカルテル結成。合成窒素の価格統一、生産・輸出割当を規定して世界生産量のほぼ8割を支配した。1930年8月に更新され、イギリス、ドイツ、ノルウェー、ベルギー、フランスがDEN グループとしてカルテルの中心となった。チリのほか、チェコスロバキア、オランダ、イタリア、ポーランドはDEN グループと別個に協定した。カルテルはDEN グループのブロック経済に使われた。非加盟国市場について輸出割当が行われたが、アメリカ合衆国に対する輸出は無制限であった。各国の生産能力は増大するばかりであったため、生産量を能力の7割以下に抑えた加盟者に補償金を出していた。補償金は主にチリが負担したため、見返りにチリは生産量を制限されなかった。1932年にも更新し、チリがベルギーなどと割当量と価格について協定した。
1936年、日本も合成窒素カルテルに参加した。

### 人民戦線と人民連合
1938年の選挙によりアレサンドリは敗れ、人民戦線からペドロ・アギーレ・セルダが大統領に就任した。1939年に生産振興公社が設立されたが、1941年にアギーレは辞任した。第二次世界大戦では中立だったが、1945年4月11日、日本に宣戦布告した。1946年に急進党からガブリエル・ゴンサレス・ビデラ政権が成立すると、アメリカ合衆国の圧力の下にソ連との断交が行われ、チリ共産党が連立から離脱すると、人民戦線は終焉した。1948年に「民主主義防衛法」が成立すると、以降1958年まで共産党は非合法化された。
1952年にポプリスモ政策を掲げた第二次イバーニェス政権が成立すると、選挙法の改正などにより秘密選挙が保障されるようになり、1958年には「民主主義防衛法」も廃止された。1958年にアルトゥーロ・アレサンドリの息子、ホルヘ・アレサンドリが大統領に就任したが、アレサンドリはブルジョワ層に傾いた政策をとり、「進歩のための同盟」の要請により行われた農地改革もほとんど実効性のないものに止まった。
1964年、キリスト教民主党のエドゥアルド・フレイ・モンタルバが、人民行動戦線のサルバドール・アジェンデを破って大統領に就任した。「自由の中の革命」を唱えたフレイは共産党などの賛同を得るため「穏健な銅山のチリ化」や、穏健な農地改革を行った。「銅山のチリ化」、農地改革は時間を要するものであったが、任期中には間に合わなかった。政治における民衆動員は、1970年の大統領選挙における階級対立の図式を整えることとなった。

### アジェンデ政権

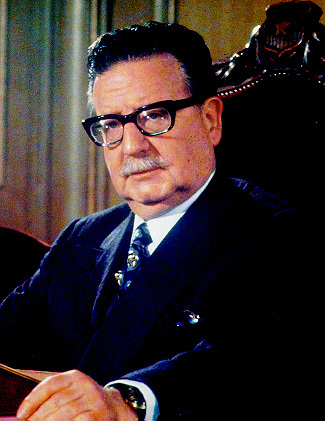
サルバドール・アジェンデ博士。チリ人民連合を率いて1970年の選挙に勝利し、世界で初めての民主的に選ばれた社会主義政権の首班となった。1973年9月11日に死亡。

1970年の大統領選挙により、人民連合のアジェンデ大統領を首班とする社会主義政権が誕生した。これは世界初の民主的選挙によって成立した社会主義政権であった。アジェンデは帝国主義による従属からの独立と、自主外交を掲げた。第三世界との外交関係の多様化、キューバ革命以来断絶していたキューバとの国交回復、同時期にペルー革命を進めていたペルーのベラスコ政権との友好関係確立などに始まり、鉱山や外国企業の国有化、急進的な営農技術が不十分な小作人にいきなり農地を譲り渡した。封建的大土地所有制の解体を行い、任期中の農地改革の結果、農業生産高は減少した。更に、自由に購入できた牛肉が、金曜日、土曜日のみの販売となり、政権末期には牛肉供給がほとんどできない状況に陥った。ポプリスモ的な経済政策はハイパーインフレを招き、市場の物資不足からとりわけ中産階級の国民から反感を買った。トラック輸送は零細事業者による自営が中心であったところ、公団化を推進、多くのトラック所有者が反発し、ストライキを行った。そのストライキをアメリカ合衆国が支援した。西半球に第二のキューバが生まれることを恐れていたアメリカ合衆国はCIAを使って右翼にスト、デモを引き起こさせるなどの工作をすると（チリへの米国の介入）チリ経済は大混乱に陥り、物資不足から政権への信頼が揺らぐようになった。さらに、極左派はアジェンデを見限って工場の占拠などの実力行使に出るようになった。

### チリ・クーデターとピノチェト時代
こうした社会的混乱の中で、アジェンデは軍への人事介入を行い、とりわけ空軍が反発していた。1973年9月11日、アメリカ合衆国の後援を受けたアウグスト・ピノチェト将軍らの軍事評議会がクーデターを起こしてモネダ宮殿を攻撃すると、降伏を拒否したアジェンデは自殺し、チリの社会主義体制は崩壊した。翌1974年にピノチェトは自らを首班とする軍事独裁体制を敷いた。
このピノチェト軍政の治安作戦は苛烈を極め、軍内の死の部隊や秘密警察「DINA」によるコンドル作戦（汚い戦争の一種）により、人民連合派をはじめとする多くの反体制派の市民が弾圧された。後の政府公式発表によれば約3,000人、人権団体の調査によれば約3万人のチリ人が作戦によって殺害され、数十万人が各地に建設された強制収容所に送られた。国民の10分の1に当たる100万人が国外亡命し、失業率22%、さらには国民の4分の1のGNPが全くなくなるという異常事態を招きながらも、軍事政権はミルトン・フリードマンらのシカゴ学派に基づく新自由主義経済政策を「教科書通り」に導入した。このことをフリードマン本人は「チリの奇跡」と呼び賞賛したが、実際には、1960年代には4.5%を記録していたGDPの平均成長率は、経済政策導入後、1974年～1982年のGDPの平均成長率は1.5%まで落ち込んだ。この数値は、同時代のラテンアメリカの平均成長率4.3%よりも低い。また、1970年～1980年におけるチリの人口あたりGDP成長率は8%だが、これもラテンアメリカ全体の人口あたりのGDP成長率40%よりも低かった。また、1973年には4.3%であった失業率が10年間で22%に上昇。貧富の差は急激に拡大し、貧困率はアジェンデ時代の倍の40%に達した。そのため、政権末期はシカゴ学派を政権から追い、ケインズ政策を導入し軌道修正を図った。その結果、貧困層の収入は3割増加し、また、貧困層の割合はアジェンデ時代の45%から30%にまで低下した。
しかし、アルゼンチンとボリビア（1982年）や、ウルグアイ（1985年）、ブラジル（1985年）と周辺国が民主化する中で、一向に権力から離れず人権侵害を行うピノチェト軍事政権は国際的な批判を呼び、1988年のピノチェト信認選挙（en）で敗北すると、1989年12月に行われた総選挙（en）で、反ピノチェト派の政党連合コンセルタシオン・デモクラシアを構成する中道のキリスト教民主党のパトリシオ・エイルウィンが、ピノチェト派の候補に僅差で勝利したことにより、1990年、チリは17年ぶりに民主的な文民政権に移管することになった。

### 民政移管以降

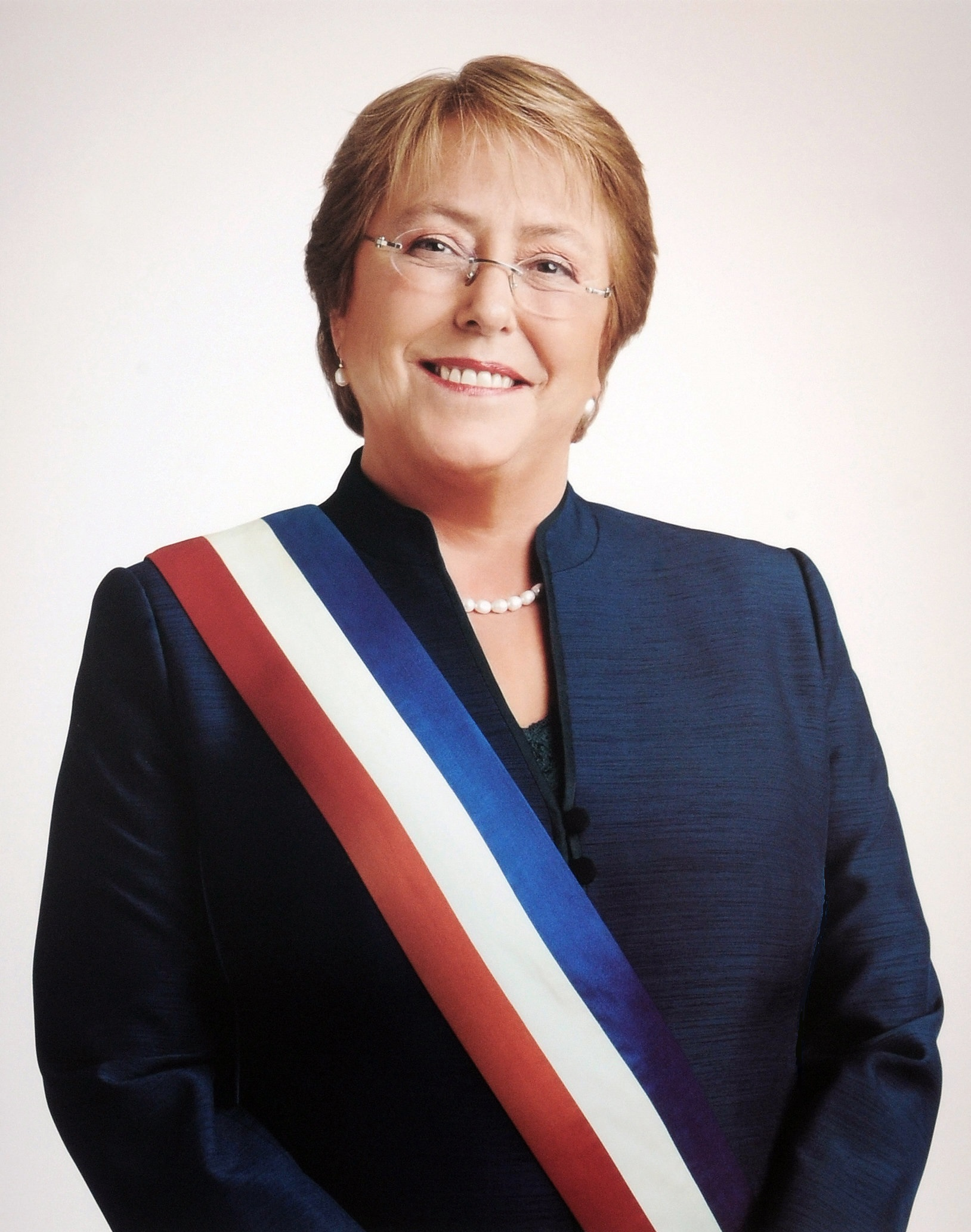
チリ初の女性大統領ミシェル・バチェレ

民政移管後、新政権は、ピノチェト将軍ら軍政期に人権侵害に携わった軍人の処遇などの複雑な問題を抱えながらスタートし、ピノチェトは陸軍最高司令官として留任することになった。
1990年に就任したエイルウィンの政策は、基本的には軍政期からの新自由主義を継承するものであったが、市場原理主義の修正を図り、軍政期に拡大した所得格差や貧困問題解決への取り組みも進んだ。
1994年には、コンセルタシオン・デモクラシアを構成するキリスト教民主党から、エドゥアルド・フレイ・ルイスタグレが大統領に就任した（en）。このフレイ時代の1998年2月に、ピノチェト陸軍総司令官が退役したが、ピノチェトには終身上院議員の議席が確保された。しかし、同年10月、イギリスに滞在していたピノチェトは、軍政期に在チリスペイン人へ人権侵害を行ったことを理由としたスペインの要請により逮捕され、外交問題となった。
2000年には、コンセルタシオン・デモクラシアを構成するチリ社会党から、リカルド・ラゴスが大統領に就任し（チリ社会党からの大統領は、アジェンデ以来のこと）、チリ経済の成長が進んだ。1990年から2000年までのGDP成長率は平均約6.6%であり、軍政期（1973年から1990年）の平均の3.70%を上回った。
2006年には、コンセルタシオン・デモクラシアを構成するチリ社会党から、同国初の女性大統領、ミシェル・バチェレが就任した。バチェレ政権は、貧困対策で成果を上げ、中南米諸国の中では高い経済成長を維持した。
このようにチリでは、民政移管後にキリスト教民主党、社会党など4党を中核とするコンセルタシオン・デモクラシアが4期連続・20年にわたって政権を担ってきた。国民がコンセルタシオン・デモクラシアに期待した最大の要因は、軍政の傷痕を克服することであった。歴代のコンセルタシオン・デモクラシアの政権は、新自由主義の歪みを修正する試みに挑戦してきた。またバチェレ政権は、非民主的な選挙制度や教育制度の改革、非正規雇用の削減、貧困層向けの社会政策にも挑戦してきた。しかし、国会での与野党の勢力が拮抗していることもあって、抜本的な改革には至らなかった。一方、貧困層支援を強化したことに対する中産階級層から不満や批判が出るようになった。
こうした中、2009年12月13日、大統領選挙が実施された。1位は右派野党連合チリのための同盟のセバスティアン・ピニェーラ元上院議員で得票率44%、2位は与党連合コンセルタシオン・デモクラシアのエドゥアルド・フレイで得票率29.6%、3位は与党を離脱した無所属のエンリケス候補で得票率20.1%、4位は共産党などで結成した左翼連合のアラテ候補で得票率6.2%であり、過半数の得票を得た者がいなかったため、1位と2位との決選投票が2010年1月17日に行われた。この結果、チリのための同盟のセバスティアン・ピニェラが51.6%を獲得し初当選した。与党連合のコンセルタシオン・デモクラシアのエドゥアルド・フレイ元大統領は48.4%であった。
ピノチェト軍事独裁政権以来、ピノチェトの流れを組む右派政治家が大統領になるのは初めてのことである。実業家出身のビニェラは、経済成長を目的に民間部門の活用をより重視する企業寄り、市場寄りの政策をとった。ただし、彼は軍政を敷いたピノチェトの信任を問う国民投票では、退陣運動に参加した経験の持ち主でもあり、コンセルタシオン・デモクラシアが進めた政策を全面否定はしておらず、貧困層向けの社会計画の継続を公約するなど、それまで中道左派政権が担ってきた国民本位の政策を実施しようとした。
2013年12月15日の大統領選挙では、コンセルタシオン・デモクラシアから改まった新多数派を構成するチリ社会党の前大統領のミシェル・バチェレ氏が勝利し、2014年より第二次バチェレ政権が誕生した。
2018年には2017年11月27日の選挙で勝利した、右派のセバスティアン・ピニェーラが4年ぶりに大統領に返り咲いた。第二次ピニェーラ政権ではより右傾化色を強めたことで、国民の反発を招き、2019年にはピノチェト軍事独裁政権時以来最大となる大規模な反政府デモが起きている。
2021年5月15-16日、軍政時代から続く憲法を代わる新憲法案を起草する制憲議会の選挙が行われた。また、同年の大統領選挙では左派のガブリエル・ボリッチが当選した。